# اوبروسباخ
اوبروسباخ (به آلمانی: Oberroßbach) یک شهر در آلمان است که در وستروالدکرایس واقع شده‌است. اوبروسباخ ۳۴۲ نفر جمعیت دارد.